# Monumento al General Máximo Gómez (La Habana)
El Monumento al General Máximo Gómez, es un conjunto escultórico monumental situado frente al Malecón, en La Habana, capital de Cuba, dedicado al General de la independencia de la isla Máximo Gómez, quien murió en la ciudad a principios del siglo XX. La obra es resultado del trabajo del artista italiano Aldo Gamba.

## Historia
Este monumento se construyó gracias a un concurso realizado para el embellecimiento del litoral de la ciudad, este debía responder a las exigencias de las esculturas ecuestres, como por ejemplo que si el prócer era extranjero (como en este caso), debía estar mirando al mar.
El conjunto fue inaugurado oficialmente el 18 de junio de 1935. Con la construcción del Túnel de La Habana, el parque que rodeaba la estatua fue eliminado parcialmente, haciendo desde entonces algo difícil el acceso a la misma debido a que está rodeada por varias avenidas.

## Estructura
La escultura está sobre un templete de forma rectangular con doce columnas de mármol blanco, inspirado en el templo de la patria, la que descansa en un zócalo con bajorrelieves laterales alegóricos a las guerras en las que participó Gómez, estos tienen un carácter eminentemente clásico.
En la parte inferior se encuentra la fuente de granito siena, formada por un arco de medio punto sobresaliendo tres figuras femeninas y tres caballos, tan unidos que se confunden entre sí, las figuras equinas son los surtidores de agua. El acceso está dado por una escalera de mármol.